# Замок Шаллабурґ (Нижня Австрія)
Замок Шаллабурґ (нім. Schallaburg) розташований біфля громади Шоллах округу Мельк землі Нижня Австрія, 6 км південніше міста Мельк.

## Історія

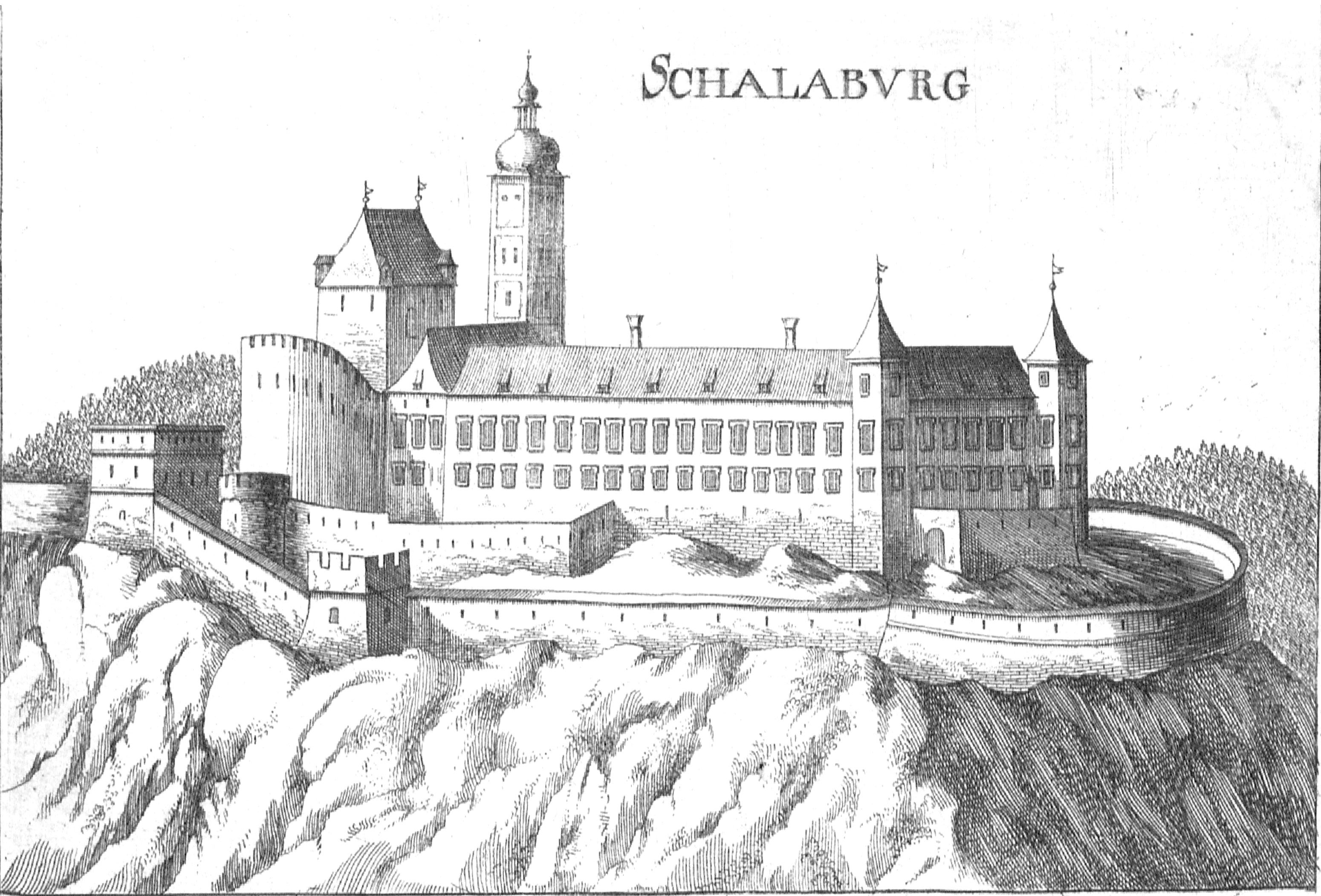
Замок Шаллабурґ. 1670

Замковий пагорб був заселений у часи Стародавнього Риму. В 1104 році замок належав графам фон Шала. З ХІІІ ст. по XV ст. замок належав графам фон Зелкінгер, у 1450–1614 роках графам фон Лосенштайн, які перебудували його у ренесансну резиденцію. За Ганса Вільгельма фон Лосенштайн замок став центром протестантів Нижньої Австрії. Після його смерті через борги замок продали графам , які через релігійні переконання змушені були його продати 1660 роду Клетцл. З 1762 року перейшов до Бартоломія ІІІ фон Тінті. Замковий двір відновив Карл Густав Тінті (1906–1908). Гуго фон Тінті продав замок 1940 родині Йозефу фон Нагель-Доорнік. Після війни у 1945 році замок опинився у зоні окупації США, яке після підписання Декларації про незалежність Австрії передало його уряду Респу́бліки Австрія, а той продав 1967 року землі Нижня Австрія.

## Джерела

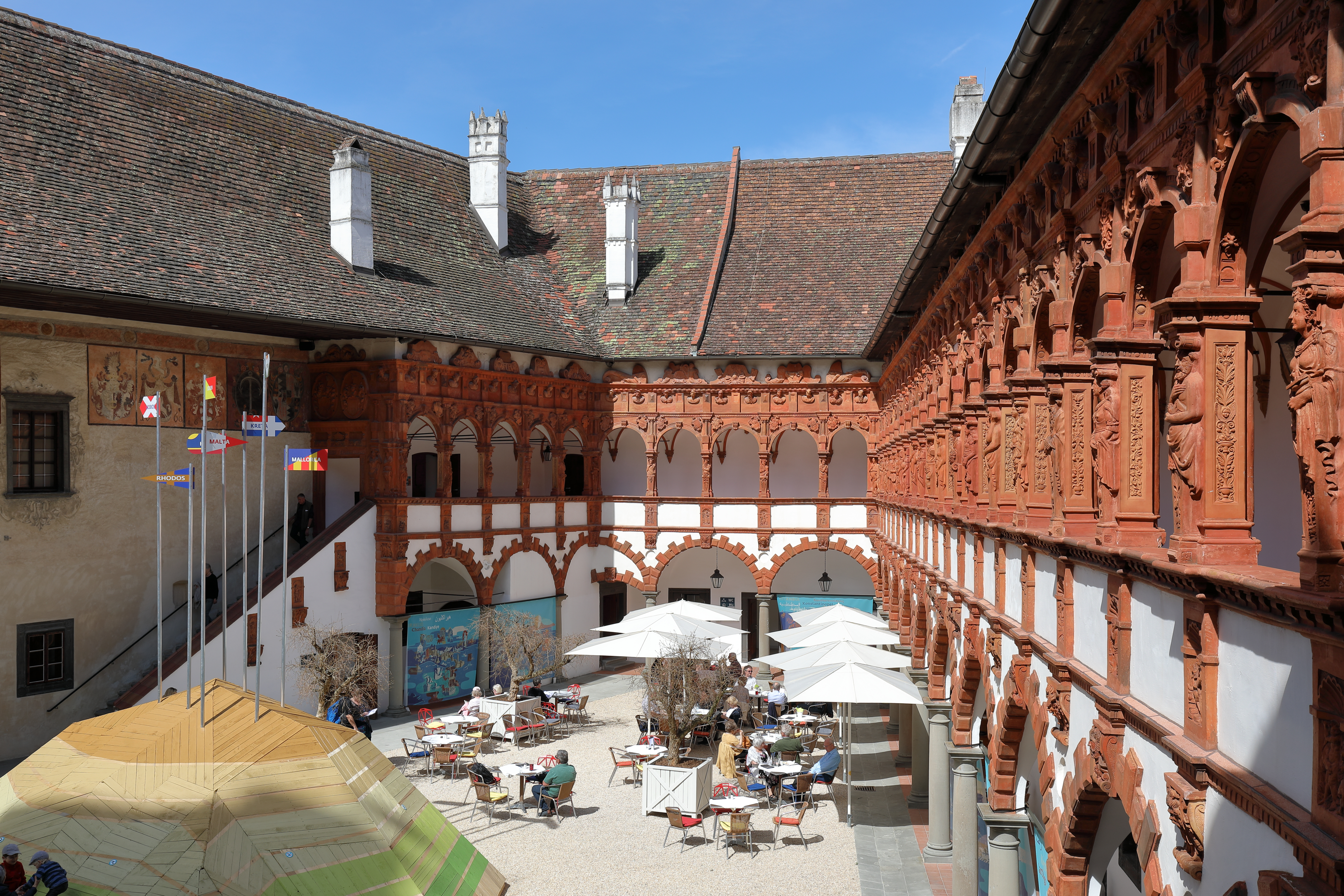
Двір замку вважають одним з найгарніших ренесансних дворів Європи